# Madonna dei Monti
Madonna dei Monti, även Santa Maria dei (eller ai) Monti, är en kyrka i Rom. Den är belägen i Suburradalen mellan kullarna Quirinalen och Esquilinen.
Kyrkan Madonna dei Monti ligger på platsen för ett tidigare kapell med en undergörande Madonnabild, som återgav en blind kvinna synen.
Madonna dei Monti är en korsformad kyrka med kupol över korsmitten efter mönster från kyrkan Il Gesù, som blev stilbildande för Roms kyrkoarkitektur i slutet av 1500-talet. Fasaden (1580) är ritad av Giacomo della Porta, som även är upphovsman till fasaden till Il Gesù. Då fasaden till Il Gesù ännu uppvisar drag från manierismen, företer fasaden till Madonna dei Monti ett mer utpräglat barockformspråk. Arkitekturhistoriker brukar anse att ungbarocken såg dagens ljus i och med fasaden till Madonna dei Monti.
Helgonet Benedetto Giuseppe Labre har fått sitt sista vilorum i kyrkans vänstra tvärskepp.

## Titelkyrka
Kyrkan stiftades som titelkyrka med namnet Santa Maria ai Monti av påve Johannes XXIII år 1960.
Kardinalpräster
- Rufino Jiao Santos: 1960–1973
- Jaime Lachica Sin: 1976–2005
- Jorge Liberato Urosa Savino: 2006–2021
- Jean-Marc Aveline: 2022–